# خوشنویسی هندی
خوشنویسی هندی (به انگلیسی: Indian calligraphy)، به خوشنویسی متون سانسکریت و دیگر زبان‌ها و خط‌هایی گفته می‌شود که در هند مرسوم بوده و هست. بیشتر متون خوشنویسی‌شده در هند، متعلق به خوشنویسان ایرانی یا پیروان آنها، متون سانسکریت باستان یا هندوئیسم و متون آیین‌های جین و بوداگرایی است.

## پیشینه

### دوران باستان

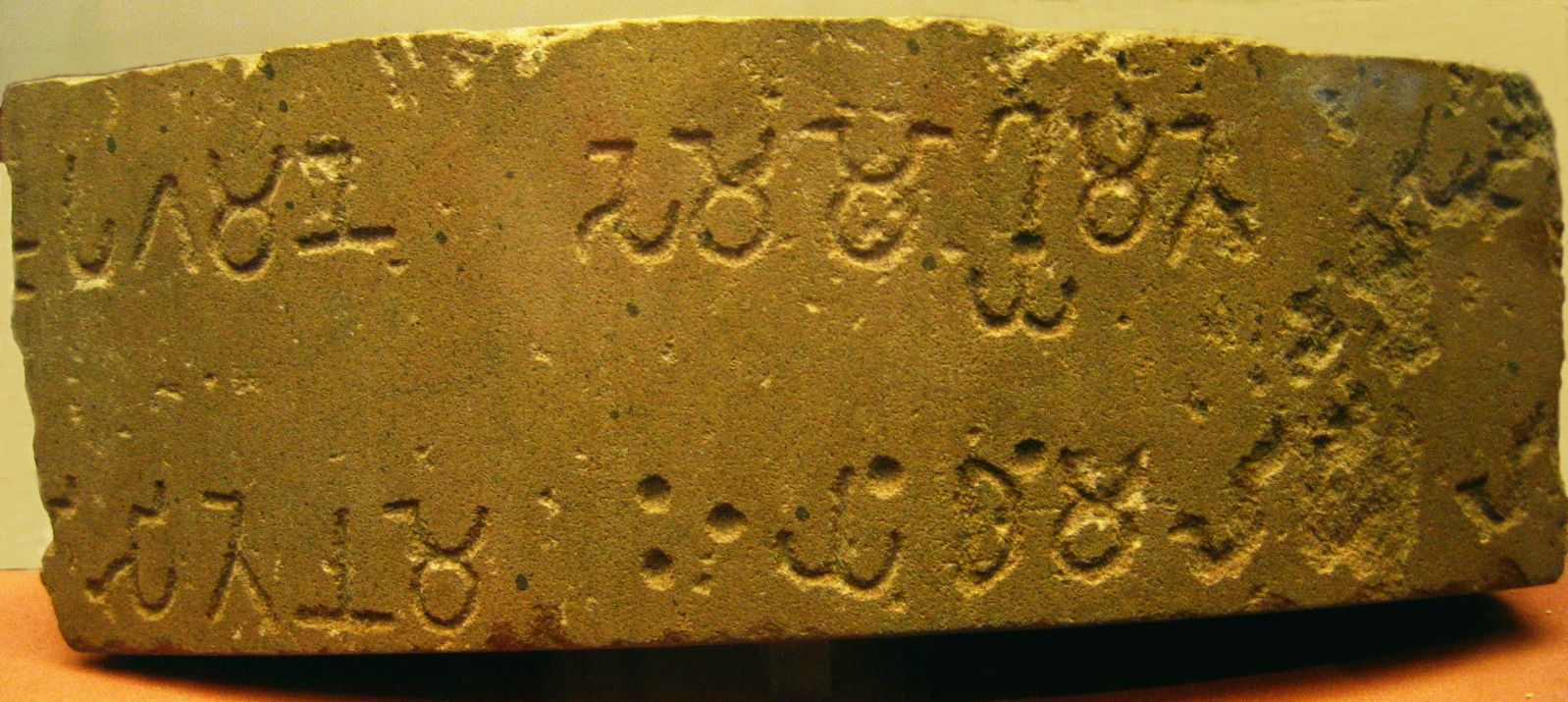
بخشی از نوشته‌های ستون‌های آشوکا مربوط به سده سوم پیش از میلاد.

در Anderson 2008 درباره خوشنویسی هندی گفته شده:
"فرمان‌های آشوکا (۲۶۵-۲۳۸ پیش از میلاد) بر روی سنگ نبشته می‌شدند. این نوشته‌ها مستقیم و زاویه‌دار بودند. پس از سبک آشوکا، دو سبک جدید خوشنویسی هندی پدید آمد: خاروستی و براهمی. خاروستی در شمال‌غربی هند در سده سوم تا چهارم میلادی به‌کار گرفته می‌شد و تا سده هشتم در آسیای مرکزی کماکان بکار می‌رفت.
از صفحه‌های مسی نیز در نوشته‌های هندی بسیار استفاده می‌کردند. در سده دوم میلادی در شمال هند از پوست درخت غان برای نوشته‌ها استفاده می‌شود. نوشته‌های هندی زیادی بر برگ درختان پالم و بعدها کاغذ (از سده سیزدهم) باقی مانده‌اند. از هر دو طرف برگ برای نوشتن استفاده می‌کردند و کتاب را با رشته‌هایی به هم می‌بستند. این چنین کتاب‌هایی در آسیای جنوب‌شرقی معمول بود. برگ پالم برای نوشتن سطحی عالی پدید می‌آورد."

### دوران میانه
نوشته‌های هندی از طریق بازرگانان، راهبان و نظامیان به کشورهای آسیای جنوب‌شرقی برده شد که بر زبان و خط آن‌ها تأثیر زیادی بر جای گذاشت؛ از جمله بر ساختار درونی، نحوه قرارگیری سیلاب‌ها و ارائه حروف و همچنین جهت نوشتن (چپ به راست). خوشنویسی‌های سانسکریت که بر برگ پالم نوشته می‌شد به مناطق مختلفی از جمله بالی فرستاده می‌شد.
تاثیر خوشنویسی و زبان فارسی در دوره حکومت مغولان در هند بر خوشنویسی هندی را نمی‌توان انکار کرد تا آنجایی که بر متون کلاسیک و افسانه‌های هندی چون رامایانا نیز تأثیر گذاشت. بسیاری از پادشاهان امپراتوری مغولی هند از جمله نصیرالدین همایون و اکبر کبیر خوشنویسان ایرانی زیادی را در بارگاه خود گرد آوردند.
از اواسط سدۀ دهم هجری مهاجرت شاعران و خوشنویسان ایرانی به شبه قاره نمود افزایش یافت و در سده یازدهم هجری به اوج خود رسید. از جملۀ عوامل مهاجرت خوشنویسان در ربع دوم سدۀ یازدهم هجری، کشته شدن میرعماد قزوینی به اشارۀ شاه عباس صفوی بود که باعث دلسردی و مهاجرت بسیاری از شاگردان او شد. (از جمله عبدالرشید دیلمی)
نوشته عربی قطب منار در خط کوفی که با سبد و تاج‌گل تزیین شده نشان‌دهنده تأثیر سنت‌های هندو و جینیسم بر خوشنویسی‌های فارسی و عربی است. از سده شانزدهم میلادی،‌دین سیک‌ها نقش مهمی در تاریخ خوشنویسی هند داشته‌ چون سیک‌ها متون مقدس خود را خوشنویسی می‌کرده‌اند. گورو گرانت صاحب کتاب‌های دین سیک را خوشنویسی کرده و با تذهیب زیبا می‌کرد. نسخه‌ای از شیکشاپاتری که در آکسفورد نگهداری می‌شود نمونه زیبایی از خوشنویسی سانسکریت است.

## نگارخانه

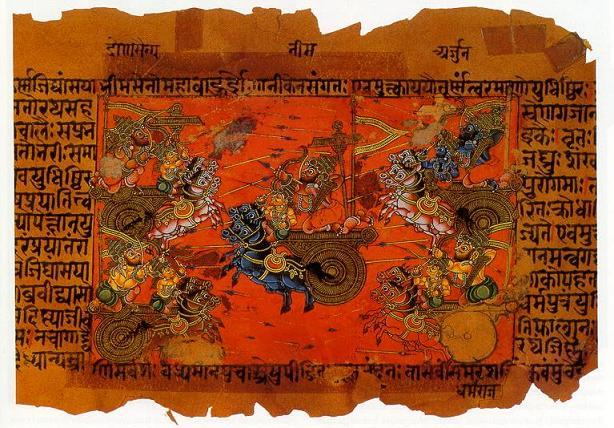
بخشی از نگاره و متن نبرد کوروکشترا در حماسه مهاباراتا.
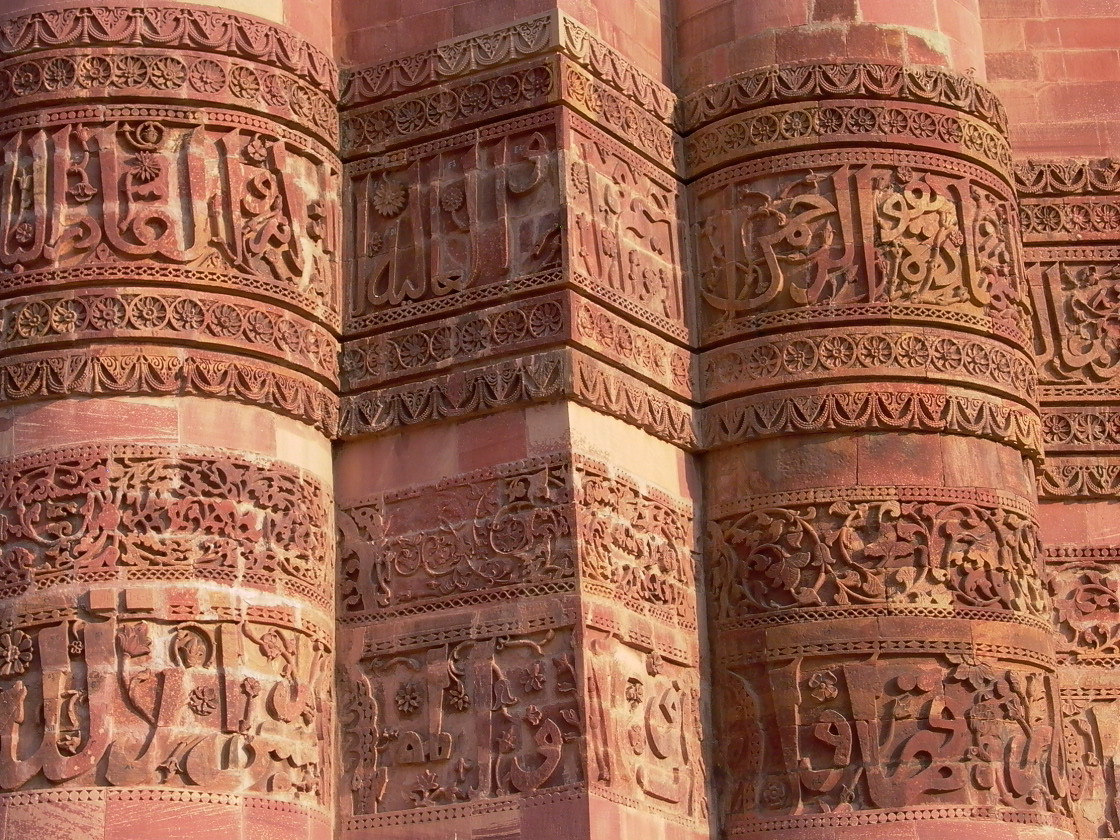
خوشنویسی خط کوفی بر روی قطب منار در دهلی که در سال ۱۱۹۲ میلادی ساخته شده‌است.
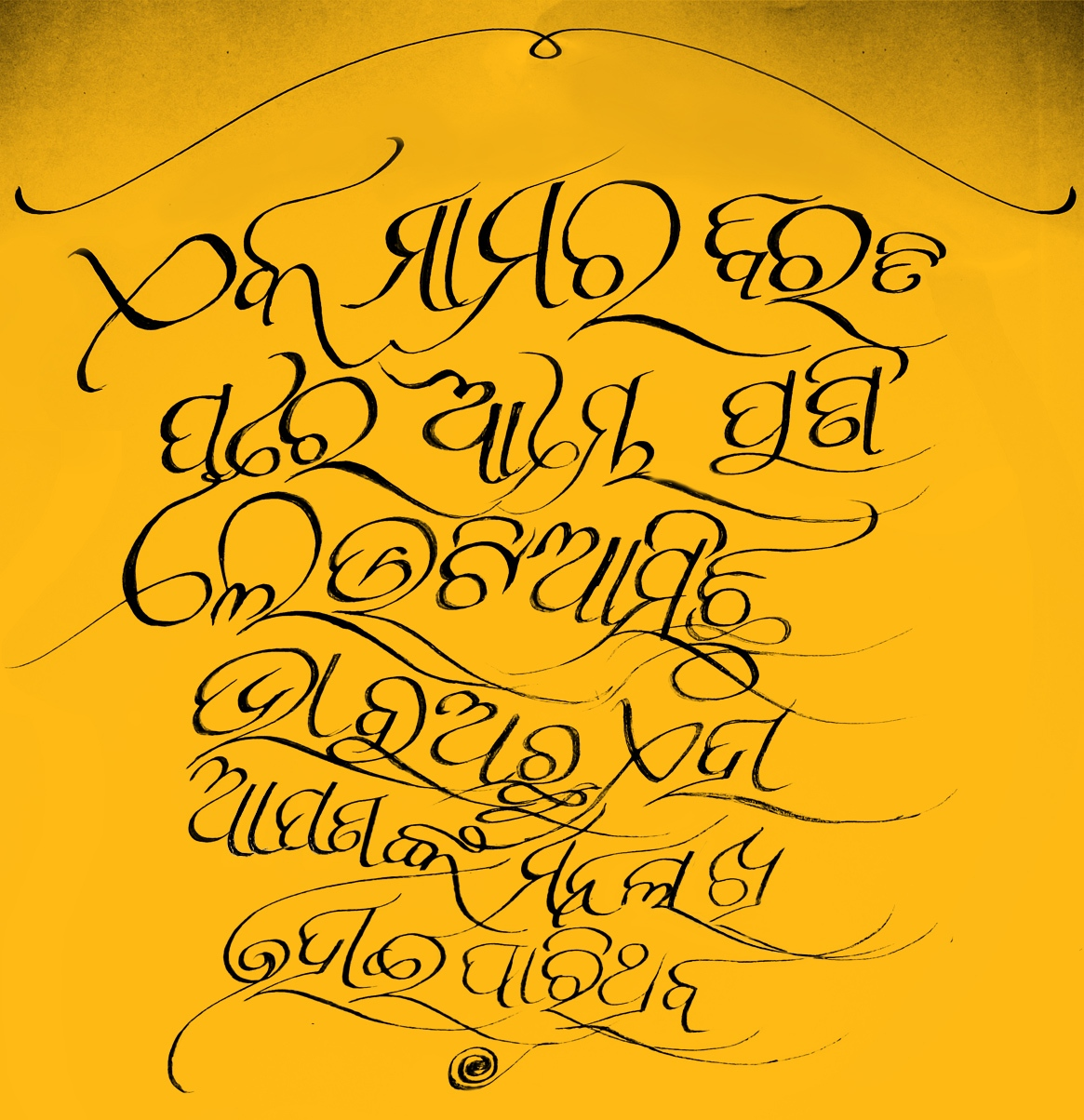
یک خوشنویسی با الفبای اوریا.
خوشنویسی الفبای سیدهام که از ۶۰۰ تا ۱۲۰۰ میلادی در شمال هند رواج داشت.
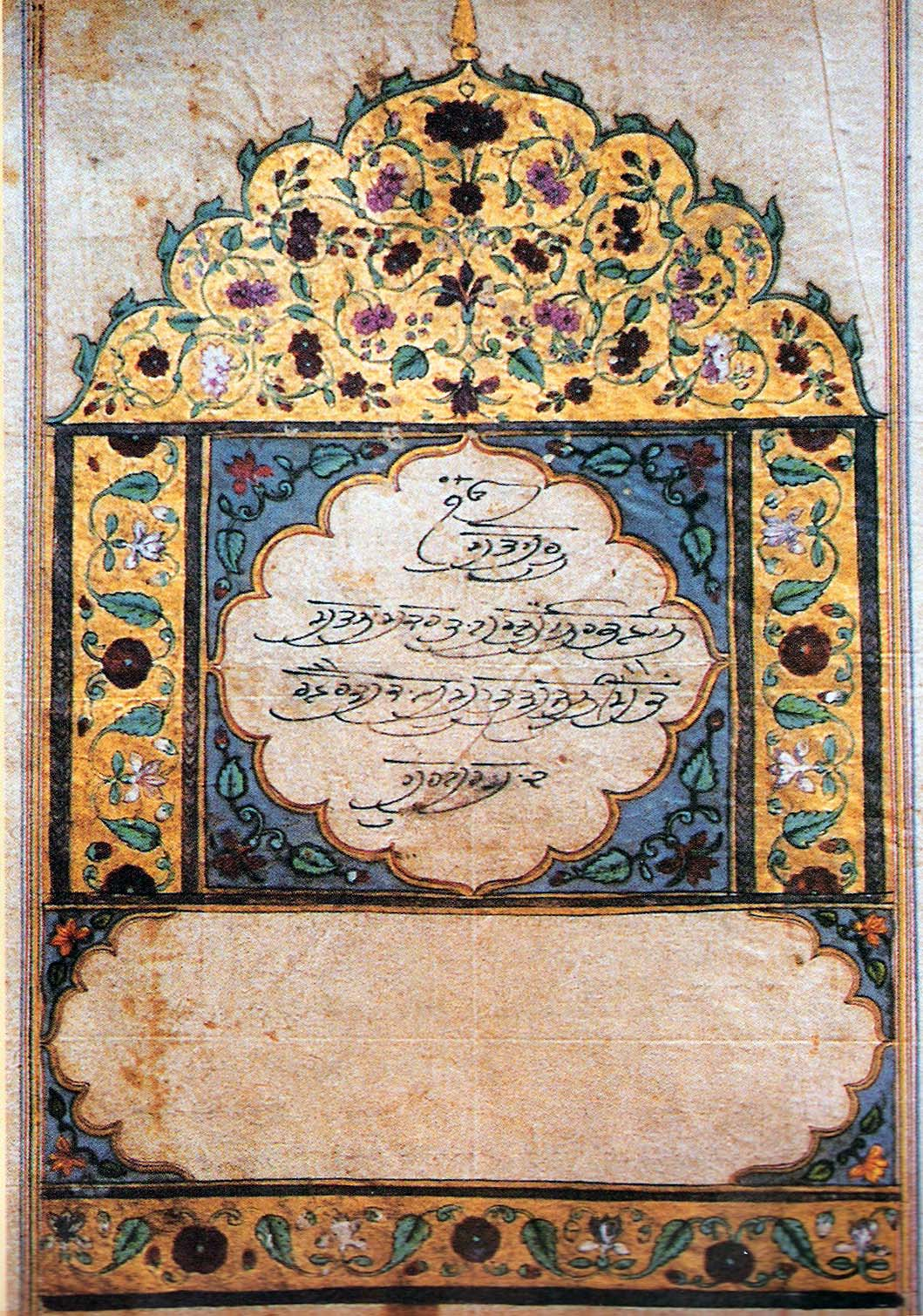
یک برگه تذهیب شده با خوشنویسی نشان گورو گرانت صاحب بر آن؛ مربوط به اواخر سده هفدهم و اوایل سده هجدهم میلادی.
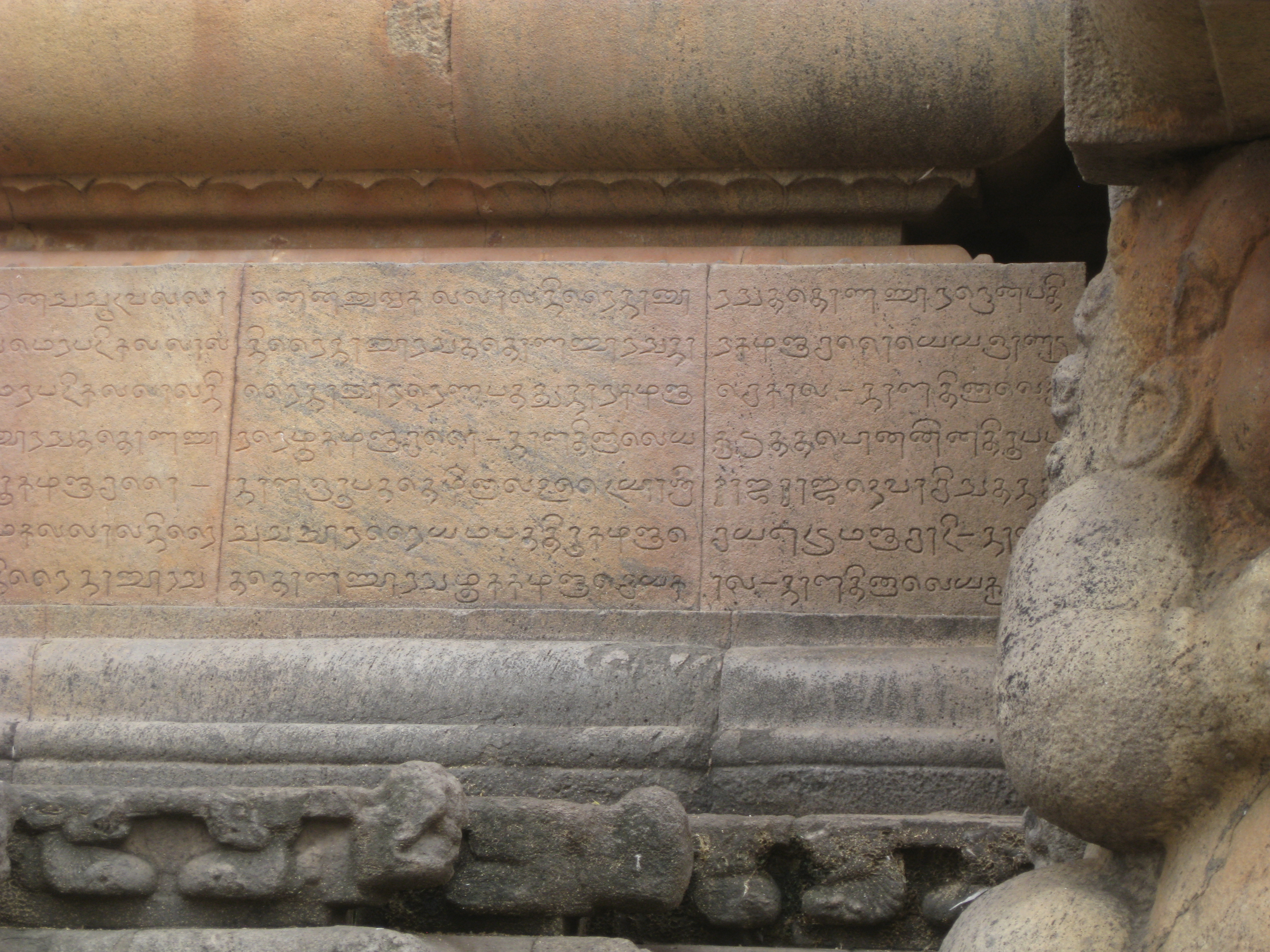
سنگ‌نوشته‌های دیواره معبد بریهادیسوارار در تانجاوور مربوط به قرن یازدهم میلادی.
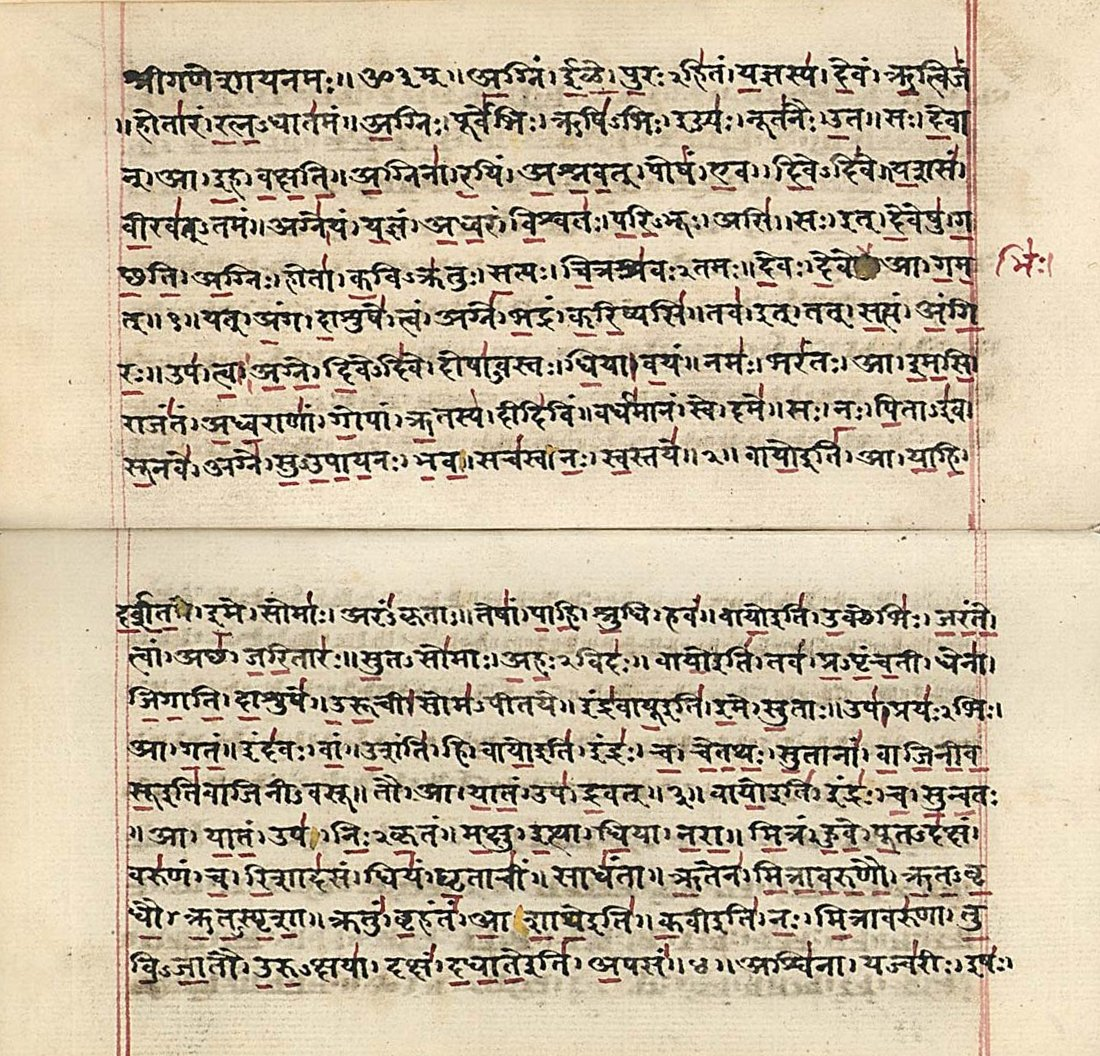
برگه‌ای از ریگ ودا به زبان سانسکریت، نمونه‌ای از دبیره دیواناگری در اوایل سده ۱۹ میلادی.